# Attenhausen (Icking)

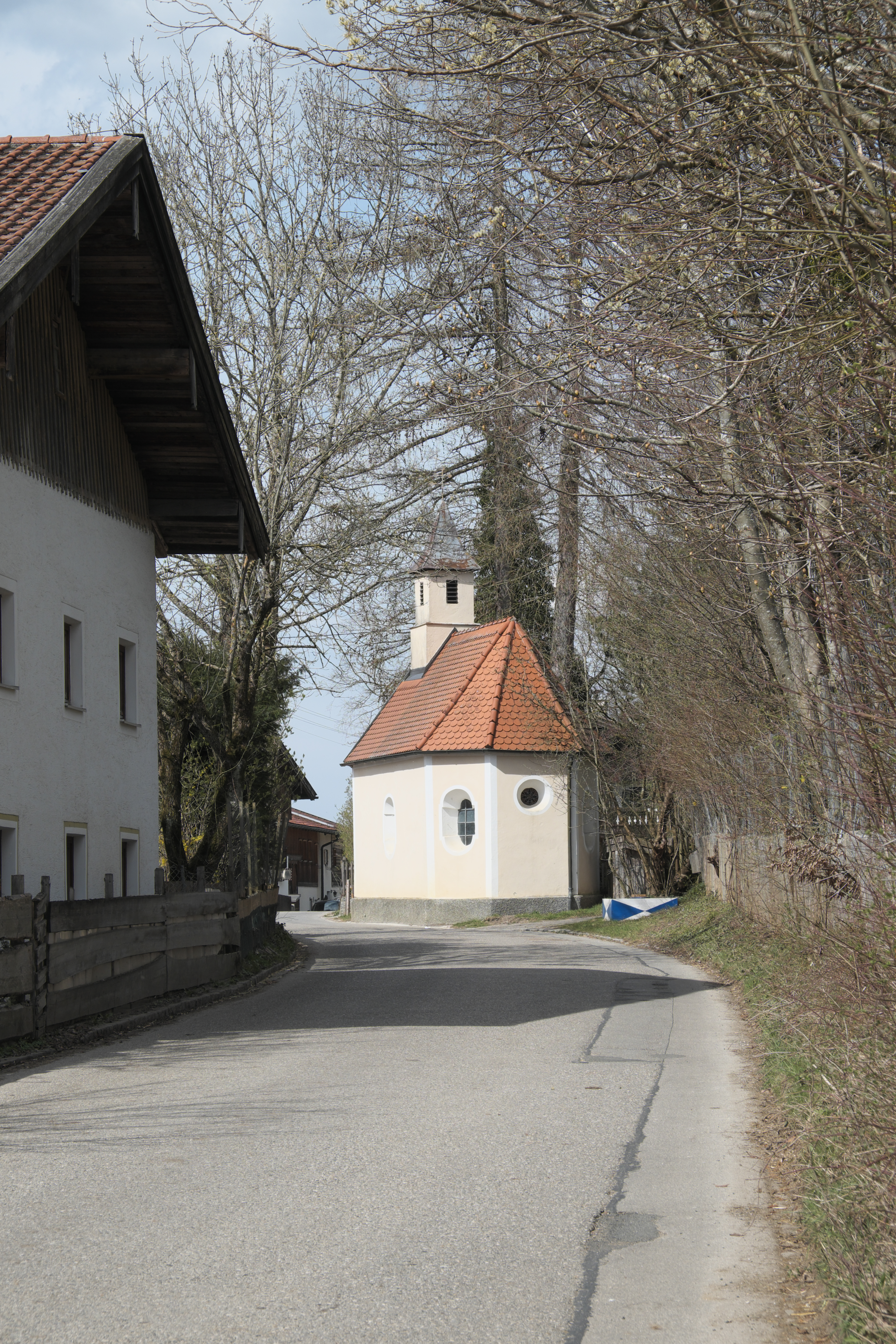
Kapelle St. Stephanus

Das Dorf Attenhausen ist ein Gemeindeteil von Icking im oberbayerischen Landkreis Bad Tölz-Wolfratshausen.

## Geschichte
Attenhausen gehörte zur Gemeinde Dorfen und wurde mit dieser im Zuge der Gebietsreform in Bayern am 1. Mai 1978 in die Gemeinde Icking eingegliedert.

## Baudenkmäler
Siehe auch: Baudenkmäler in Attenhausen
- Barocke Kapelle mit dreiseitigem Chorschluss und Dachreiter, zweite Hälfte des 17. Jahrhunderts